# Henrik Nygren
Henrik Nygren, född 1963, är en svensk creative director. Han har egen verksamhet och har varit lärare på designhögskolan Beckmans. Han fick det sjuttonde Berlingpriset 2007, instiftat av Karl-Erik Forsberg. Nygren tilldelades Platinaägget 2008 för att han starkt bidragit till att höja reklamens kvalitet i Sverige. Han blev därmed den femtionde personen att väljas in i Platinaakademin. Invald som medlem i Alliance Graphique Internationale, 2014.
Rikt representerad genom åren i bland annat Guldägget, Utmärkt Svensk Form, Svensk Bokkonst, D&AD och Art Directors Club of Europe. Juryordförande för Guldägget, kategori Design, 1995 och 2000 samt för "Kolla!", kategori Design, 2007. Jurymedlem i bland annat Guldägget, Utmärkt Svensk Form, D&AD och Art Directors Club of Europe vid ett flertal tillfällen. Sammanfattade så gott som samtliga av sina arbeten 1991–2013 och sin syn på design i boken Grafisk Design: Henrik Nygren som gavs ut av Orosdi-Back 2014. I samband med trettioårsjubileet av sin verksamhet publicerade han den retrospektiva Crossroads, Collaborations, Shortcomings: Henrik Nygren Design 1991–2021.